# Gigling (Traunreut)
Gigling ist ein Ortsteil von Traunreut im Landkreis Traunstein im Chiemgau in Oberbayern.

## Geographie
Gigling liegt knapp an der Grenze zum Trauntal und grenzt im Osten und Süden an den noch immer großen „Siebeneichenforst“. Wie Katzwalchen, Lindach und Heiligkreuz liegt es auf der fruchtbaren Hochebene östlich von Traun und Alz und hat vermutlich wie das benachbarte Anning mit seinem Gräberfeld aus der Hallstatt- und Laténe-Zeit eine lange Besiedlungsgeschichte. Der Name ist auf den lateinischen Eigennamen Julius zurückzuführen, der in der Aussprache mehr an „Giulgius“ und ohne Endung an „Giulg“ oder „Giugl“ anklingt und damit an die Schreibweise „Giuglio“ im Italienischen erinnert. Mit der Endung -ing bedeutet Gigling „die Sippe des Julius“. Der Hochuferweg an der Traun entlang aus dem Süden teilte sich am Nordrand von Traunreut in den Tiefweg über Anning nach Stein an der Traun und in den Hochweg über Hochreit (= Hochweg), Gigling, Holzreit und Sieglreit, Hochschloss Stein, Roitham (=Straßenham), Lindach oder Nock - Altenmarkt etc. 

## Geschichte
Erwähnenswert ist das Pestkreuz von Gigling im Giglinger Moos am Anninger Bachl, das über Jahrhunderte die Grenze zwischen dem Fürsterzbistum Salzburg und Bayern darstellte. Dieses Pestkreuz stammt angeblich noch aus dem Dreißigjährigen Krieg. Nach dem Überfall von versprengten Schweden brach die Pest aus und raffte die Bewohner von Gigling und anderen Dörfern dahin. Die Toten wurden im moorigen Pestfriedhof direkt an der alten Grenze beerdigt. Das Territorium von Salzburg blieb die gesamte Zeit des Krieges von fremden Truppen und Kriegshandlungen verschont. Seit 1806 gehört der westliche Teil des Fürstbistums Salzburg, der Rupertiwinkel, zu Bayern und der östliche Teil mit Salzburg selbst wurde Österreich zugeschlagen.
Trotzdem besteht der Weiler Gigling nur aus den zwei mittelgroßen Bauernhöfen Maier und Leitner und einem Sachl. 
Gigling gehörte bis zur Gebietsreform 1978 zur Gemeinde Stein–St.Georgen. Am 1. Mai 1978 wurde das Gemeindegebiet nach Traunreut eingemeindet.
Kirchlich gehört Gigling zur katholischen Pfarrei St. Georgen, die als sog. Urpfarrei ursprünglich die Pfarrei der Walchen, der Keltoromanen, war. Noch um das Jahr 1000 wird von den „Romani ad Truna“, also von den Romanen an der Traun gesprochen. Da die Traun vom keltischen Gott Taranis, dem Gott des Krieges abzuleiten ist, sein Nachfolger in der Römerzeit Gott Mars war, der wieder in der christlichen Zeit vom heiligen Georg abgelöst wurde, dürfte der besonders hervorspringende Platz der Kirche St. Georgen wohl als der Haupt–Verehrungsplatz des Gottes Taranis anzusprechen sein. Tempel aus der Keltenzeit sind nicht bekannt. Dementsprechend war St. Georgen schon vor dem Jahr 1000 auch eine Gerichtsstätte. Mit der Gründung des Klosters Baumburg als Augustiner-Chorherrenstift wurde St. Georgen bis zur Säkularisation 1803 von Baumburg aus betreut und hatte damit kaum Entwicklungsmöglichkeiten.

## Baudenkmäler
Ein Gebäude in Gigling steht unter Denkmalschutz (Akten-Nummer D-1-89-154-20). Die Beschreibung des Bayerischen Landesamts für Denkmalpflege lautet:

„Anwesen Gigilng 3, zugehörig Gitterbundwerkstadel, 2. Viertel 19. Jahrhundert; mit eingebautem, älterem Getreidekasten.“